# Lobsang Lungtog Tenzin Trinley
Lobsang Lungtog Tenzin Trinley (1856-1902) was een Tibetaans geestelijke en schrijver.
Hij was de vijfde Ling rinpoche, een invloedrijke tulkulinie in Kham in oostelijk Tibet die verschillende ganden tripa's voortbracht.

## Levensloop
Hij volgde zijn boeddhistische opleiding aan het college Loseling van de monastieke universiteit Drepung en het tantrische Tibetaanse klooster Gyütö. Hij wordt beschreven als een intelligent en hardwerkende student. Hij specialiseerde zich in soetra's en tantra's.
Hierna bleef hij studeren en vertrok hij naar het klooster Drigung Chayul Mangra Gon. Hier schreef hij op zijn vijfentwintigste levensjaar zijn werk dat vertaal luidt Achttiende traptrede, dat ook na zijn dood actueel bleef.
Hij werd leraar van de dertiende dalai lama in 1895, het jaar dat de dalai lama aantrad. Daarna werd hij benoemd tot troonhouder van Sharpa Choeje.